# Adrana scaphoides
Adrana scaphoides is een tweekleppigensoort uit de familie van de Nuculanidae. De wetenschappelijke naam van de soort is voor het eerst geldig gepubliceerd in 1939 door Rehder.